# La resurrección de Cristo (Retablo de María de Aragón)
La resurrección de Cristo es un lienzo realizado por el Greco. Generalmente se supone que formaba parte del Retablo de doña María de Aragón, aunque varios autores —como Wethey o Gudiol— no creen que perteneciera a dicho conjunto.

## Tema de la obra
La Resurrección de Jesús relata el momento en que Jesús resucita, frente a los soldados que hacían guardia ante su sepulcro. Este episodio no se cuenta explícitamente en los evangelios canónicos, pero puede deducirse de Mc.16:1-11, Mt. 28.1-10, Lc. 24.1-12, Jn. 20.1-10, y está detalladamente narrado en el evangelio de Pedro, uno de los evangelios apócrifos. 

## Análisis de la obra
- Madrid. Museo del Prado;[6]
- Pintura al óleo sobre lienzo;
- Dimensiones: 275 x 127 cm;
- Datación: 1605 ca. según Wethey (1597 - 1600, según el Museo del Prado);
- Firmado con pequeñas letras griegas en cursiva, en la parte inferior derecha: δομήνικος Θεοτοκóπουλος ε`ποíει;[7]
- Consta con el n º. 111 en el catálogo razonado de Wethey, y con el 145 en el de Tiziana Frati.[8]

Esta obra es una reinterpretación de la La resurrección de Cristo (Santo Domingo el Antiguo). En la presente versión, no se representa el sepulcro, siguiendo las indicaciones de algunos teólogos de la Contrarreforma. Conserva los elementos básicos de la versión anterior: los ritmos triangulares de la escena, el contraste entre la serenidad de Cristo y la agitación de los soldados, pero aquí cada elemento se ha enfatizado, y tanto la exaltación espiritual como la deformación expresiva crean una atmósfera emocional de mayor intensidad.
El pintor minimiza la historicidad del evento, centrándose en su simbolismo: el renacimiento del hombre a través de la Salvación. Eliminando las referencias ambientales, crea un espacio irreal que tiende a ser plano a pesar de los atrevidos escorzos de los soldados. Las figuras se alargan desmesuradamente, los contrastes de la luz se acentúan y el colorido gana en hondura y en calidez. La figura de Cristo, frontal y hierática, recuerda al arte bizantino. Alrededor de su cabeza hay un nimbo romboidal, tiene los pies unidos como si estuviera todavía en la Cruz, y lleva el estandarte de la Resurrección junto a su cuerpo.
Los soldados muestran diversas reacciones. A la izquierda, tres de ellos muestran sus brazos progresivamente abiertos, según su grado de iluminación por la gracia divina. Otro soldado ofrece resistencia, protegiéndose con la espada y el escudo. Otro levanta los brazos y los ojos hacia el Cielo, mientras que otro se dirige hacia el espectador con su brazo derecho y el rostro levantados.
Wethey no cree que esta obra formara parte del Retablo de doña María de Aragón. Alega una descripción que hizo Palomino de una Resurrección en el camarín de la Real basílica de Nuestra Señora de Atocha que describe como: "del tamaño del natural algo excelente". Este lienzo es del "del tamaño del natural", y además proviene del Museo de la Trinidad. Por ello, es muy posible que procediera de un convento desamortizado, probablemente de la Basílica de Atocha. La parte superior del lienzo era originariamente de forma semicircular, convertida posteriormente en rectangular. A pesar de que sus medidas son las mismas que las de la Pentecostés (Retablo de María de Aragón), no deben tener relación, porqué su estilo suelto indica otra etapa de la producción del Greco.

## Procedencia
1. Madrid, Colegio de María de Aragón, 1600-1813;
2. Madrid, Iglesia de San Felipe el Real y Casa de la Inquisición, 1813-1835;
3. Madrid, Real Academia de Bellas Artes de San Fernando, 1835-1838;
4. Museo de la Trinidad, 1838-1872.[12]